# Смерть негідника
«Смерть негідника» (фр. Mort d'un pourri) — французька кримінальна драма 1977 року режисера Жоржа Лотнера. Екранізація роману Жана Лаборда.

## Сюжет
Події фільму відбуваються в 1970-х роках у Парижі. На світанку депутат Філіп Дюбай (Моріс Роне) розбудив свого старого товариша Ксав'є Марешаля (Ален Делон) і розповів, що випадково вбив шантажиста Серано (Шарль Мулен), який зберігав докази участі Дубая та інших високопосадовців у корупційних угодах і був готовий використовувати їх проти нього. Філіпа Дюбая вбивають і починається полювання за компрометуючими документами, які випадково попали до рук Марешаля. Чи помститься Ксав'є Марешаль за смерть товариша і що зробить з документами?

## Ролі виконують
- Ален Делон — Ксав'є «Ксав» Марешаль
- Орнелла Муті — Валері
- Стефан Одран — Християна Дюбає
- Мірей Дарк — Франсуаза
- Мішель Омон — комісар Моро
- Жан Буїз — комісар Перне
- Жульєн Гійомар — Фондарі
- Клаус Кінскі — Ніколя Томський
- Моріс Роне[fr] — Філіп Дюбай
- Шарль Мулен[fr] — Серано

## Музика у фільмі
Музичний супровід фільму був створений Філіпом Сардом з участю американського джазового саксофоніста українського походження Стена Гетца та Лондонського симфонічного оркестру і випущений у 1977 році окремим альбомом. На початку фільму появляється силует саксофоніста, який виконує композицію «Париж. П'ята година ранку».
У фільмі звучать мелодії:
- Paris, 5 H Du Matin — 2:38
- Souvenirs — 2:05
- Valérie — 1:35
- Les Camions — 1:30
- L'Attente — 1:17
- Getz O Mania — 3:07
- Mort d'un Pourri — 5:30
- Montparnasse — 3:37
- Cafeteria — 1:23
- Les Aveux — 1:08
- Rocquencourt — 1:50
- Tout est Tranquille — 1:50*

## Музиканти
- Стен Гетц (1927—1991) — тенор-саксофон
- Енді Лаверн — фортепіано
- Марсель Ацола — бандонеон
- Рік Лерд — бас
- Біллі Гарт — барабани
- Ефрейн Торо — перкусія

- Лондонський симфонічний оркестр під керівництвом Карло Савіна[it] (1919—2002)

## Навколо фільму
- Кінострічка «Смерть негідника» була другою екранізацією, після фільму 1968 року «Паша»[fr], режисера Жоржа Лотнера романів «Смерть негідника» (1973) та «Великий палець!» (1967) французького журналіста і романіста, відомого також під псевдоніми Жан Дельйон і Раф Валлет, — Жана Лаборда[fr].
- Саксофоніст українського походження Стен Гетц мав два прізвиська: «паровоз», бо тільки він міг викурити на сцені цигарку, а потім без жодних зусиль грати соло на саксофоні, а друге – «звук» і пояснення тут не потрібні.[1]